# محمد أباد (مزرعة نو)
محمد أباد (بالفارسية: محمدآباد، آشتیان) هي مستوطنة تقع في إيران في قسم مزرعة نو الريفي.